# Collegio uninominale Sardegna - 03 (Camera dei deputati 2017)
Il collegio elettorale uninominale Sardegna - 03 è stato un collegio elettorale uninominale della Repubblica Italiana per l'elezione della Camera tra il 2017 ed il 2022.

## Territorio
Come previsto dalla legge elettorale italiana del 2017, il collegio era stato definito tramite decreto legislativo all'interno della circoscrizione Sardegna.
Era formato dal territorio di 46 comuni: Assemini, Buggerru, Calasetta, Capoterra, Carbonia, Carloforte, Decimomannu, Dolianova, Domus de Maria, Domusnovas, Elmas, Fluminimaggiore, Giba, Gonnesa, Iglesias, Masainas, Monastir, Musei, Narcao, Nuraminis, Nuxis, Perdaxius, Piscinas, Portoscuso, Pula, San Giovanni Suergiu, San Sperate, Santadi, Sant'Anna Arresi, Sant'Antioco, Sarroch, Selargius, Serdiana, Sestu, Settimo San Pietro, Siliqua, Soleminis, Teulada, Tratalias, Ussana, Uta, Villa San Pietro, Villamassargia, Villaperuccio, Villasor e Villaspeciosa.
Il collegio era quindi compreso tra la città metropolitana di Cagliari e la provincia del Sud Sardegna.
Il collegio era parte del collegio plurinominale Sardegna - 01.

## Eletti
| Elezione | Elezione | Deputato    | Partito            |
| -------- | -------- | ----------- | ------------------ |
|          | 2018     | Pino Cabras | Movimento 5 Stelle |
|          | 2021     | Pino Cabras | Indipendente       |
|          | 2021     | Pino Cabras | Alternativa        |

## Dati elettorali

### XVIII legislatura
Come previsto dalla legge elettorale, 232 deputati erano eletti con sistema a maggioranza relativa in altrettanti collegi uninominali a turno unico.
| Candidati              | Candidati                    | Voti    | %     | Liste                    | Voti    | %     |
| ---------------------- | ---------------------------- | ------- | ----- | ------------------------ | ------- | ----- |
|                        | Pino Cabras ✔️ Eletto        | 80 510  | 45,79 | Movimento 5 Stelle       | 80 510  | 45,79 |
|                        | Viviana Lantini              | 53 803  | 30,60 | Forza Italia             | 24 273  | 13,80 |
| Lega                   | Viviana Lantini              | 53 803  | 30,60 | 19 537                   | 11,11   |       |
| Fratelli d'Italia      | Viviana Lantini              | 53 803  | 30,60 | 6 485                    | 3,69    |       |
| Noi con l'Italia - UDC | Viviana Lantini              | 53 803  | 30,60 | 3 508                    | 1,99    |       |
|                        | Romina Mura                  | 26 653  | 15,16 | Partito Democratico      | 22 343  | 12,71 |
| +Europa                | Romina Mura                  | 26 653  | 15,16 | 3 027                    | 1,72    |       |
| Civica Popolare        | Romina Mura                  | 26 653  | 15,16 | 642                      | 0,37    |       |
| Italia Europa Insieme  | Romina Mura                  | 26 653  | 15,16 | 641                      | 0,36    |       |
|                        | Luca Pizzuto                 | 6 054   | 3,44  | Liberi e Uguali          | 6 054   | 3,44  |
|                        | Fabrizio Palazzari           | 2 790   | 1,59  | Autodeterminatzione      | 2 790   | 1,59  |
|                        | Simona Deidda                | 1 670   | 0,95  | Potere al Popolo!        | 1 670   | 0,95  |
|                        | Sara Saiu                    | 1 569   | 0,89  | CasaPound                | 1 569   | 0,89  |
|                        | Giannetto Soi                | 1 106   | 0,63  | Partito Comunista        | 1 106   | 0,63  |
|                        | Maria Elisabetta Governatori | 1 042   | 0,59  | Il Popolo della Famiglia | 1 042   | 0,59  |
|                        | Annalisa Maccioni            | 643     | 0,37  | Partito Valore Umano     | 643     | 0,37  |
| Totale                 | Totale                       | 175 840 | 100   |                          | 175 840 | 100   |
|                        |                              |         |       |                          |         |       |
| Voti non validi        | Voti non validi              | 5 243   | 2,90  |                          |         |       |
| Votanti                | Votanti                      | 181 083 | 66,18 |                          |         |       |
| Elettori               | Elettori                     | 273 604 |       |                          |         |       |